# Elitserien (Schach) 1987/88
Die Saison 1987/88 war die erste Spielzeit der neu gegründeten Elitserien. Am Start waren die jeweils drei Erstplatzierten der Division I Norra (Wasa SK, SK Rockaden Stockholm und Upsala ASS), der Division I Södra (Schacksällskapet Manhem, SK Kamraterna und Malmö Schacksällskap) sowie mit Schack 08 und dem Limhamns SK die Sieger zweier Qualifikationsturniere.
Der Titelverteidiger Wasa SK gewann alle Wettkämpfe und wurde mit fünf Punkten Vorsprung Meister. Absteigen mussten Malmö Schacksällskap (die in der letzten Runde dem Lokalrivalen und direkten Konkurrenten im Abstiegskampf Limhamns SK unterlagen) sowie der SK Kamraterna, der sich 1987 noch für das Finalturnier um die schwedische Mannschaftsmeisterschaft qualifiziert hatte.
Zu den gemeldeten Mannschaftskadern der teilnehmenden Vereine siehe Mannschaftskader der Elitserien (Schach) 1987/88.

## Termine
Die Wettkämpfe fanden statt am 25. Oktober, 15. November, 6. Dezember 1987, 17. Januar, 7. und 28. Februar sowie 20. März 1988. Zur Reduzierung der Reisekosten wurde ein Wettkampf der 3. Runde auf den 6. Februar und ein Wettkampf der 4. Runde auf den 27. Februar verlegt, so dass der SK Kamraterna beide Auswärtsspiele in Malmö an einem Wochenende austrug, ebenso die Malmö SS ihre Auswärtswettkämpfe in Uppsala und Stockholm.  

## Abschlusstabelle
| Pl. | Verein                  | Sp | G | U | V | MP   | Brett-P.  |
| --- | ----------------------- | -- | - | - | - | ---- | --------- |
| 01. | Wasa SK (M)             | 7  | 7 | 0 | 0 | 14:0 | 38,0:18,0 |
| 02. | SK Rockaden Stockholm   | 7  | 4 | 1 | 2 | 9:5  | 30,5:25,5 |
| 03. | Schacksällskapet Manhem | 7  | 4 | 0 | 3 | 8:6  | 27,0:29,0 |
| 04. | Schack 08               | 7  | 3 | 1 | 3 | 7:7  | 26,5:29,5 |
| 05. | Upsala ASS              | 7  | 3 | 0 | 4 | 6:8  | 30,0:26,0 |
| 06. | Limhamns SK             | 7  | 3 | 0 | 4 | 6:8  | 27,0:29,0 |
| 07. | Malmö Schacksällskap    | 7  | 2 | 0 | 5 | 4:10 | 24,0:32,0 |
| 08. | SK Kamraterna           | 7  | 1 | 0 | 6 | 2:12 | 21,0:35,0 |

## Entscheidungen
|     | Schwedischer Meister: Wasa SK                                    |
|     | Absteiger in die Division I: Malmö Schacksällskap, SK Kamraterna |
| (M) | Meister der letzten Saison                                       |

## Kreuztabelle
| Ergebnisse | Ergebnisse              | 01. | 02. | 03. | 04. | 05. | 06. | 07. | 08. |
| ---------- | ----------------------- | --- | --- | --- | --- | --- | --- | --- | --- |
| 01.        | Wasa SK                 |     | 6   | 5   | 5   | 6   | 5½  | 5   | 5½  |
| 02.        | SK Rockaden Stockholm   | 2   |     | 5½  | 4   | 3   | 5   | 5   | 6   |
| 03.        | Schacksällskapet Manhem | 3   | 2½  |     | 5½  | 1½  | 4½  | 4½  | 5½  |
| 04.        | Schack 08               | 3   | 4   | 2½  |     | 4½  | 5   | 3   | 4½  |
| 05.        | Upsala ASS              | 2   | 5   | 6½  | 3½  |     | 3½  | 3½  | 6   |
| 06.        | Limhamns SK             | 2½  | 3   | 3½  | 3   | 4½  |     | 6   | 4½  |
| 07.        | Malmö Schacksällskap    | 3   | 3   | 3½  | 5   | 4½  | 2   |     | 3   |
| 08.        | SK Kamraterna           | 2½  | 2   | 2½  | 3½  | 2   | 3½  | 5   |     |

## Die Meistermannschaft
| 1.            | Wasa SK |
| Schachfiguren | Ferdinand Hellers, Richard Wessman, Simon Webb, Mats Carlsson, Peder Berkell, Bengt Sjödin, Felix Nordström, Reedik End, Tom Wedberg, Caspar Carleson, Emmanuel Rayner, Lars-Inge Hedlund, Erik Lundin. |